# Saint-Fargeau
Saint-Fargeau és un municipi francès, situat al departament del Yonne i a la regió de Borgonya - Franc Comtat. L'any 2007 tenia 1.710 habitants.

## Demografia

### Població
El 2007 la població de fet de Saint-Fargeau era de 1.710 persones. Hi havia 779 famílies, de les quals 289 eren unipersonals (103 homes vivint sols i 186 dones vivint soles), 247 parelles sense fills, 182 parelles amb fills i 61 famílies monoparentals amb fills.
La població ha evolucionat segons el següent gràfic:
Habitants censats

### Habitatges
El 2007 hi havia 1.101 habitatges, 789 eren l'habitatge principal de la família, 168 eren segones residències i 144 estaven desocupats. 849 eren cases i 241 eren apartaments. Dels 789 habitatges principals, 494 estaven ocupats pels seus propietaris, 269 estaven llogats i ocupats pels llogaters i 27 estaven cedits a títol gratuït; 16 tenien una cambra, 86 en tenien dues, 213 en tenien tres, 237 en tenien quatre i 238 en tenien cinc o més. 572 habitatges disposaven pel capbaix d'una plaça de pàrquing. A 420 habitatges hi havia un automòbil i a 224 n'hi havia dos o més.

### Piràmide de població
La piràmide de població per edats i sexe el 2009 era:
| Homes | Edats   | Dones |
| ----- | ------- | ----- |
| 0     | 95 o +  | 8     |
| 16    | 90 a 94 | 8     |
| 16    | 85 a 89 | 32    |
| 24    | 80 a 84 | 20    |
| 44    | 75 a 79 | 68    |
| 64    | 70 a 74 | 72    |
| 96    | 65 a 69 | 76    |
| 28    | 60 a 64 | 44    |
| 12    | 55 a 59 | 36    |
| 80    | 50 a 54 | 36    |
| 60    | 45 a 49 | 80    |
| 64    | 40 a 44 | 36    |
| 24    | 35 a 39 | 76    |
| 60    | 30 a 34 | 48    |
| 60    | 25 a 29 | 68    |
| 32    | 20 a 24 | 48    |
| 32    | 15 a 19 | 36    |
| 20    | 10 a 14 | 64    |
| 48    | 5 a 9   | 56    |
| 52    | 0 a 4   | 32    |

## Economia
El 2007 la població en edat de treballar era de 993 persones, 718 eren actives i 275 eren inactives. De les 718 persones actives 612 estaven ocupades (332 homes i 280 dones) i 105 estaven aturades (54 homes i 51 dones). De les 275 persones inactives 121 estaven jubilades, 70 estaven estudiant i 84 estaven classificades com a «altres inactius».

### Ingressos
El 2009 a Saint-Fargeau hi havia 765 unitats fiscals que integraven 1.582 persones, la mediana anual d'ingressos fiscals per persona era de 15.613,5 €.

### Activitats econòmiques
Dels 123 establiments que hi havia el 2007, 3 eren d'empreses extractives, 4 d'empreses alimentàries, 1 d'una empresa de fabricació d'elements pel transport, 5 d'empreses de fabricació d'altres productes industrials, 15 d'empreses de construcció, 25 d'empreses de comerç i reparació d'automòbils, 5 d'empreses de transport, 18 d'empreses d'hostatgeria i restauració, 3 d'empreses d'informació i comunicació, 11 d'empreses financeres, 6 d'empreses immobiliàries, 11 d'empreses de serveis, 9 d'entitats de l'administració pública i 7 d'empreses classificades com a «altres activitats de serveis».
Dels 44 establiments de servei als particulars que hi havia el 2009, 1 era una oficina d'administració d'Hisenda pública, 1 gendarmeria, 1 oficina de correu, 4 oficines bancàries, 1 funerària, 4 tallers de reparació d'automòbils i de material agrícola, 1 paleta, 2 guixaires pintors, 2 fusteries, 6 lampisteries, 3 electricistes, 3 perruqueries, 12 restaurants, 2 agències immobiliàries i 1 saló de bellesa.
Dels 14 establiments comercials que hi havia el 2009, 2 eren supermercats, 1 un supermercat, 2 botiges de menys de 120 m², 2 fleques, 2 carnisseries, 1 una peixateria, 1 una llibreria, 1 una sabateria, 1 una botiga de mobles i 1 una joieria.
L'any 2000 a Saint-Fargeau hi havia 35 explotacions agrícoles que ocupaven un total de 2.397 hectàrees.

## Equipaments sanitaris i escolars
L'únic equipament sanitari que hi havia el 2009 era una farmàcia.
El 2009 hi havia 1 escola maternal i 1 escola elemental. Saint-Fargeau disposava d'un col·legi d'educació secundària amb 126 alumnes.

## Poblacions més properes
El següent diagrama mostra les poblacions més properes.